# 羅倫斯路
羅倫斯路是加拿大安大略省多倫多的一條東西向主幹道，由央街分為東西兩部分，即羅倫斯東路（Lawrence Avenue East）和羅倫斯西路（Lawrence Avenue West）。

## 路線概述
羅倫斯路的盡頭是皇家約克道，之後道路延伸為The Westway，這是一條蜿蜒的主幹道，終點為馬田高道（Martin Grove Road），建於二戰後，為南部不斷發展的富景社區開發和北部的皇景村社區提供服務。羅倫斯路從怡陶碧谷的一小段路向東延伸，穿過漢伯嶺-西山社區，穿過漢伯河，進入前約克市的韋斯頓。從韋斯頓以東進入北約克，經過岩士巴利、楓葉區、己連公園、羅倫斯嶺及羅倫斯莊園等社區。這一段街道主要是低層住宅，還有零售及辦公場所。
羅倫斯路於阿梵奴道以東進入多倫多老城，是北多倫多社區的主要幹道。此處是多倫多最富裕的地區之一。羅倫斯路在這片區域幾乎完全是住宅區，有許多單戶住宅。羅倫斯東路在灣景路被當河西支流中斷。沿灣景路向北繞行可到達Post Road，並可返回河谷東側的羅倫斯路。這條繞道路線穿過多倫多最富裕的街區之一的跑馬徑。羅倫斯路於里斯利街以東成為一條主要幹道，穿過當妙斯。當河以東是當河谷園林公路的羅倫斯路出口，南側是舊羅倫斯路（Old Lawrence Avenue），這條路曾經通向一座曾經橫跨當河的廢棄橋樑。
羅倫斯路是一條六車道的道路，穿過士嘉堡的大部分地區，兩側有許多條狀商場。該道路是穿過士嘉堡的東西向主幹道，通往許多社區，包括域士佛、賓杜、華賓及西山。摩寧西路以東的路段主要是住宅區。這條路的終點是紅河山徑（Rouge Hill Drive；後來成為通往紅河河灘公園的車道），靠近紅河，位於Port Union以東，匯入安大略湖。

## 運輸
GO運輸在羅倫斯路上有兩個通勤火車站：紅河山站（Rouge Hill）位於湖濱東線上，韋斯頓站（Weston）位於基秦拿線上。

## 歷史

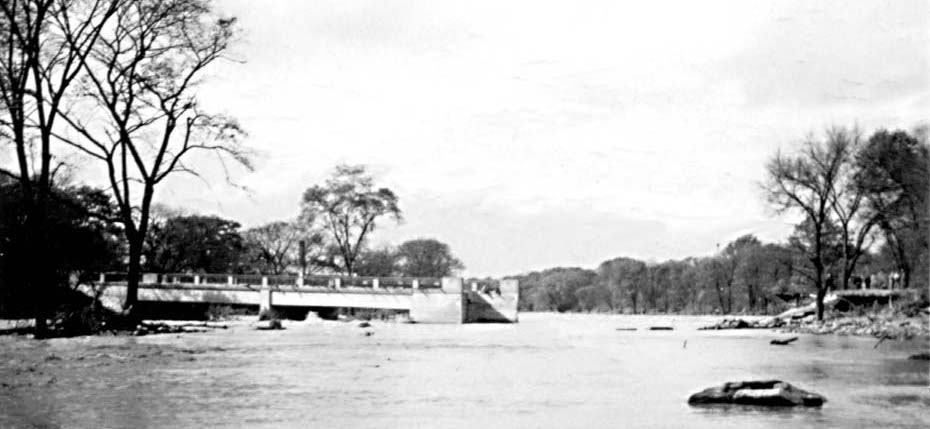
漢伯河上的羅倫斯路橋被颶風黑茲爾沖毀；它的一部分仍然附著在岸邊，其餘的已被河水沖走。

羅倫斯路以雅各·羅倫斯（Jacob Lawrence）命名，他是今央街夾羅倫斯路地區的制革商及農民。羅倫斯路初為約克鎮5號及6號地塊之間的一條小路。最初，羅倫斯路僅位於央街以東，向西通向韋斯頓的道路被命名為麥道高路（McDougall Avenue）。